# Гатарапак
«Гатарапак» — общество левого искусства в Париже, образованное художниками и поэтами, покинувшими Россию. Существовало с мая-июня 1921 по лето 1922. Эстетически и организационно связано с французским движением Дада.
Группа собиралась еженедельно в монпарнасских кафе La Bolée (Rue de l’Hirondelle 25) и «Хамелеон» (Caméléon, бульвар Монпарнас 146). Ладо Гудиашвили расписал потолок «Хамелеона». На собраниях слушали доклады о современном искусстве, читали свои и чужие стихи (например, «Дитя Аллаха» Гумилёва и «Anno Domimi» Ахматовой).
Поэты «Гатарапака» параллельно создали чисто литературную группу «Палата поэтов», устроенную на несколько иных организационных принципах.
Последнее известное собрание «Гатарапака» (36-е) состоялось 29 марта 1922. 12 июля 1922 в кафе «Хамелеон» был организован вернисаж «Выставки 13-ти» (все участники которой были членами «Гатарапака»), где доклад прочитал К. В. Мочульский. Вероятно, это было последнее публичное выступление группы. С ноября 1922 её бывшие участники вливаются в группу «Через».

## Участники
Относительно основателей или организаторов общества ничего достоверного неизвестно. Участниками первых собраний были:
| - Виктор Барт - Лазарь Воловик - Александр Гингер - Ладо Гудиашвили - Давид Какабадзе - Сергей Карский | - Довид Кнут - Валентин Парнах - Борис Поплавский - Сергей Ромов - Андрей Седых - Хаим Сутин | - Константин Терешкович - А. Френкель - Осип Цадкин - Сергей Шаршун - Анатолий Юлиус |

Позднее участвовали также:
- Борис Божнев
- Илья Зданевич
- Пинхус Кремень
- Михаил Ларионов
- Владимир Познер
- Михаил Струве
- Марк Талов

## Этимология
По воспоминаниям Довида Кнута (избранного вице-председателем группы в 1921 году), группа получила своё название по инициалам имён пятерых основателей, но Кнут не уточнил, кто это. Биограф жены Кнута Ариадны Скрябиной Владимир Лазарис предполагает, что среди них были Гингер, Талов, Парнах, Кнут, однако такая версия вызывает сомнения, Талов не мог входить в число основателей, так как присоединился к группе позднее, а Кнут к тому времени ещё не взял свой псевдоним и был известен как Фиксман.
Другую версию предлагает ещё один участник группы, Андрей Седых:
Это слово по буквам расшифровывается: Гингер, Терешкович, Поплавский, Кнут.
Марк Талов называет лишь трёх:
Название его — «Гатарапак» составлено было из имён основателей (Гингер А., Талов, Парнах).
Современный исследователь Леонид Ливак высказывает предположение, что «скорее всего, слово „Гатарапак“ было придумано по модели „Дада“, то есть с педагогической целью — поразить аудиторию отсутствием немедленно очевидного смысла».